# Alaudala
Alaudala  (kortteenleeuweriken) is een geslacht van zangvogels uit de familie Alaudidae (leeuweriken)).

## Soorten
De volgende soorten zijn bij het geslacht ingedeeld:
- Alaudala cheleensis  – Mongoolse kortteenleeuwerik
- Alaudala heinei  – Heines kortteenleeuwerik
- Alaudala raytal  – Indische zandleeuwerik
- Alaudala rufescens  – Kleine kortteenleeuwerik
- Alaudala somalica  – Somalische kortteenleeuwerik
  - A. s. athensis  – Athikortteenleeuwerik